# Heidi Mount
Heidi Mount, pseudonimo di Heidi Whitworth (Salt Lake City, 6 aprile 1987), è una modella statunitense.

## Carriera
Nel 2003 firma un contratto con l'agenzia di moda Ford Models. A settembre dello stesso anno debutta a Parigi negli show di Yohji Yamamoto. Nel 2005 sfila nella capitale francese per la collezione autunnale d'alta moda di Anne Valérie Hash; il mese successivo è sulle passerelle newyorchesi per Marc Jacobs, Ann Demeulemeester, Alexander McQueen e Issey Miyake. A dicembre viene fotografata da Walter Chin per un editoriale di Vogue Italia.
Nel 2006 è il volto per la campagna pubblicitaria di Frankie Morello. Da gennaio a maggio partecipa alle sfilate di Chanel, Max Azria, DKNY, Christian Dior e Zac Posen, dopo le quali prende una pausa saltando le Settimane della moda di settembre. Appare nuovamente in Vogue Italia, fotografata da Peter Lindbergh per il numero di giugno. Il mese seguente è la volta di Harper's Bazaar, dove compare con la collega Caroline Trentini. David Bellemère la fotografa ad ottobre per un editoriale dell'edizione italiana di Marie Claire.
Nel 2007 prende una pausa dal mondo della moda per sposare il compagno Shawn Mount. Il suo ritorno avviene nel settembre dello stesso anno, quando sale in passerella per Derek Lam, Marc Jacobs, Proenza Schouler, Y-3 e Zac Posen. A Milano chiude gli show primaverili di Sportmax e sfila inoltre per Prada, Dolce & Gabbana, Marni e Roberto Cavalli. Ad ottobre apre per Antonio Berardi e Stella McCartney a Parigi, oltre che sfilare per Alexander McQueen, Chanel, Dries van Noten, Miu Miu, Nina Ricci e Valentino.
Nel 2008 è uno dei volti della campagna pubblicitaria di Prada Sport insieme a Sasha Pivovarova e Ali Stephens: per l'occasione vengono fotografate da Craig McDean. Sfila per Anne Valérie Hash, Armani Privé, Elie Saab, Rodarte, Nicole Miller, Ohne Titel e Iceberg. Mert Alas e Marcus Piggott la ritraggono a febbraio per un editoriale della rivista W. Appare inoltre su Numéro e Harper's Bazaar; viene fotografata tra gli altri da Mario Sorrenti e Karl Lagerfeld.
Nel 2009 rimpiazza Claudia Schiffer per la campagna di Chanel. Continua a sfilare per i più grandi marchi della moda e ancora una volta compare sulle maggiori riviste del settore, quali Harper's Bazaar (febbraio, marzo e luglio), Numéro (febbraio, marzo e aprile), Vogue (edizioni italiana, giapponese e tedesca). Diventa il volto per la campagna pubblicitaria di D&G e viene fotografata da Sebastian Kim, Peter Lindbergh, Steven Klein e Paolo Roversi.
Nel tardo 2012 prende parte alla campagna pubblicitaria per il profumo Invictus di Paco Rabanne che vede come protagonista il rugbista Nick Youngquest, mettendosi nei panni di una gigantesca dea bianca in posa al centro dello stadio.

### Copertine
- Francia: Numéro - agosto 2008, aprile 2009
- Nuova Zelanda: Black - autunno 2009

## Agenzie
- IMG Models - New York, Parigi
- Traffic Models - Barcellona
- 2pm Model Management - Danimarca